# ديكستر: الخطيئة الأصلية
ديكستر: الخطيئة الأصلية (بالإنجليزية: Dexter: Original Sin) هو مسلسل دراما جريمة وغموض أمريكي من إنتاج باراماونت+، أنشأه كلايد فيليبس ويُعد مقدمة لأحداث مسلسل ديكستر (2006–2013). تدور أحداث العمل في عام 1991، ويتبع النسخة الشابة من ديكستر مورغان بينما يُحاول فهم نزعاته ورغباته الداخلية نحو القتل وتعلُّم كيفية توجيهها يوجّهها بمساعدة والده بالتبني، هاري مورغان، وهو ضابط في شرطة ميامي. يُبرز المسلسل كيف بدأ ديكستر رحلته كقاتل متسلسل يتبع "الكود"، وهو المبدأ الأخلاقي الذي يُملي عليه قتل المجرمين الذين أفلتوا من قبضة العدالة.
عُرض المسلسل لأول مرة في 13 ديسمبر 2024، عبر منصة باراماونت+، وتلقى آراء نقدية متباينة. وفي أبريل 2025، أُعلن عن تجديده لموسم ثانٍ.

## الطاقم والشخصيات

### الشخصيات الرئيسية
- باتريك جيبسون بدور ديكستر مورغان، متدرب حديث في قسم الطب الشرعي بشرطة ميامي.
- كريستيان سلاتر بدور هاري مورغان، والد ديكستر بالتبني ومحقق في قسم جرائم القتل بشرطة ميامي.
- مولي براون بدور ديبرا مورغان، أخت ديكستر بالتبني وابنة هاري.
- كريستينا ميليان بدور ماريا لاغويرتا، أول محققة في قسم جرائم القتل بشرطة ميامي.
- جيمس مارتينيز بدور أنجيل باتيستا، محقق يعمل مع هاري في شرطة ميامي.
- أليكس شيميزو بدور فينس ماسوكا، محلل في قسم الطب الشرعي بشرطة ميامي.
- رينو ويلسون بدور بوبي وات، شريك هاري في قسم جرائم القتل بشرطة ميامي.
- باتريك ديمبسي بدور آرون سبنسر، قائد قسم جرائم القتل بشرطة ميامي.
- مايكل سي. هول بدور الراوي/الصوت الداخلي لديكستر.

### ضيف شرف خاص
- سارة ميشيل غيلار بدور تانيا مارتن، رئيسة قسم الطب الشرعي في شرطة ميامي والمشرفة على ديكستر.

### الشخصيات المتكررة
- بريتاني ألين بدور لورا موزر، والدة ديكستر البيولوجية (في مشاهد الفلاشباك).
- راكيل جاستيس بدور صوفيا ريفيرا، أفضل صديقة لديبرا وحبيبة.
- جيف دانييل فيليبس بدور ليفاي ريد.
- سارة كينزي بدور كاميلا فيغ، موظفة أرشيف في شرطة ميامي.
- جاسبر لويس بدور دوريس مورغان، والدة ديكستر بالتبني ووالدة ديبرا البيولوجية (في مشاهد الفلاشباك).
- آرون جينينغز بدور كلارك ساندرز، ضابط شرطة في شرطة ميامي وصديق لديكستر.
- روبرتو سانشيز بدور توني فيرير.
- إيلي شيرمان بدور ديكستر الصغير.
- كارلو مينديز بدور هيكتور إسترادا.
- راندي غونزاليس بدور سانتوس خيمينيز.
- إسحاق غونزاليس روسي بدور جيو مارتينو.
- أماندا بروكس بدور بيكا سبنسر، زوجة آرون السابقة.
- لندن تاتشر بدور نيكي سبنسر، ابن آرون وبيكا.
- روبي أتال بدور براين موزر، شقيق ديكستر البيولوجي.
- زاندر ماتيو في دور براين الصغير (في مشاهد الفلاشباك).

### ضيوف
- جو بانتوليانو بدور ماد دوغ (قاتل مأجور).
- نيك سانتوتشي بدور ميغيل برادو في شبابه.

## الحلقات

### الموسم الأول
| #  | العنوان                  | المخرج         | الكاتب                                          | تاريخ العرض الأصلي |
| -- | ------------------------ | -------------- | ----------------------------------------------- | ------------------ |
| 1  | And in the Beginning...  | مايكل ليهمان   | كلايد فيليبس                                    | 13 ديسمبر 2024     |
| 2  | Kid in a Candy Store     | مايكل ليهمان   | كاترينا ماثيوسن وتانر بين                       | 20 ديسمبر 2024     |
| 3  | Miami Vice               | مونيكا رايموند | سافورا فدافي                                    | 20 ديسمبر 2024     |
| 4  | Fender Bender            | مونيكا رايموند | نِك زايس                                         | 27 ديسمبر 2024     |
| 5  | F Is for Fuck Up         | مايكل ليهمان   | ألكساندرا فرانكلين ومارك موسزنسكي               | 3 يناير 2025       |
| 6  | The Joy of Killing       | مايكل ليهمان   | تيري هوانغ                                      | 10 يناير 2025      |
| 7  | The Big Bad Body Problem | مونيكا رايموند | كاترينا ماثيوسن وتانر بين                       | 24 يناير 2025      |
| 8  | Business and Pleasure    | مونيكا رايموند | ماري ليا ساتون وجوهانا رام                      | 31 يناير 2025      |
| 9  | Blood Drive              | مايكل ليهمان   | سكوت رينولدز وأليكس كيليرمان                    | 7 فبراير 2025      |
| 10 | Code Blues               | مايكل ليهمان   | كلايد فيليبس وألكساندرا فرانكلين ومارك موسزنسكي | 14 فبراير 2025     |

## الإنتاج

### التطوير
في 6 فبراير 2023، أعلنت شبكة شو تايم عن منح الضوء الأخضر لإنتاج مسلسل جديد يسبق أحداث ديكستر (2006–2013)، وكان يحمل في البداية عنوان Dexter: Origins، من ابتكار وتأليف كلايد فيليبس. لاحقًا، أُعيدت تسميته إلى Dexter: Original Sin (ديكستر: الخطيئة الأصلية)، ومن المقرر أن يتكوّن من عشر حلقات. يتولى فيليبس الإشراف على العمل كمنتج منفذ، إلى جانب سكوت رينولدز، ومايكل سي. هول، وماري ليا ساتون، وتوني هيرنانديز، وليلي بيرنز، فيما تولّى روبرت لويد لويس مهام الإنتاج. أُنتج المسلسل بالتعاون بين "شو تايم ستوديوز" و"كاونتر بارت ستوديوز".
في مارس 2025، صرّح كلايد فيليبس أنه لم يُقرر بعد ما إذا كان سيكون هناك موسم ثانٍ، موضحًا أنه مشغول آنذاك بتصوير مسلسل ديكستر: القيامة. في المقابل، أعرب عدد من الممثلين عن رغبتهم في العودة، بمن فيهم باتريك جيبسون الذي وصف تجربته في العمل بـ«الرائعة»، مشيدًا بطاقم العمل ومشاركة فيليبس في المشروع. في 1 أبريل 2025، أُعلن رسميًا عن تجديد ديكستر: الخطيئة الأصلية لموسم ثانٍ من قبل باراماونت+ وشو تايم.

### اختيار الممثلين
في 23 مايو 2024، أُعلن انضمام باتريك جيبسون، وكريستيان سلاتر، ومولي براون إلى طاقم المسلسل في أدوار رئيسية. وفي يونيو من العام نفسه، التحق كل من جيمس مارتينيز، وكريستينا ميليان، وأليكس شيميزو، ورينو ويلسون، وباتريك ديمبسي في أدوار رئيسية مساندة ضمن الطاقم، بينما أُعلن عن مشاركة سارة ميشيل غيلار كضيفة شرف خاصة.
في 11 يوليو 2024، انضم كل من جو بانتوليانو، وبريتاني ألين، وراندي غونزاليس، وآرون جينينغز، وراكيل جاستيس، وجاسبر لويس، وكارلو مينديز، وإسحاق غونزاليس روسي، وروبرتو سانشيز في أدوار متكررة. كما أُعلن في 26 يوليو 2024 خلال فعاليات كوميك-كون سان دييغو أن مايكل سي. هول سيقوم بدور الراوي، مؤديًا الصوت الداخلي لديكستر الشاب. وفي 14 أغسطس 2024، انضمت أماندا بروكس إلى طاقم المسلسل بدور متكرر، وفي 20 سبتمبر من العام نفسه، انضم كل من إيلي شيرمان، ولندن تاتشر، وسارة كينزي في أدوار لم يُفصح عنها.

### التصوير
بدأ التصوير الرئيسي للمسلسل في 5 يونيو 2024 بمدينة ميامي، قبل أن ينتقل الإنتاج إلى لوس أنجلوس في أغسطس من العام نفسه.

## العرض
عُرض المسلسل لأول مرة في 13 ديسمبر 2024 عبر منصتي باراماونت+ وشوتايم.

## الاستقبال
حقق المسلسل نجاحًا كبيرًا عند عرضه، إذ أصبح أكثر عروض شبكة شوتايم مشاهدة عند العرض الأول، مع تجاوز عدد مشاهديه 2.1 مليون عبر المنصات العالمية.
على موقع Rotten Tomatoes، حصل الموسم الأول على تقييم 70% بناءً على 20 مراجعة نقدية، بمتوسط تقييم 6.6 من 10. أما في موقع Metacritic، فقد نال المسلسل تقييمًا متوسطًا بلغ 50 من 100، هو ما يعكس تباينًا في آراء النقاد.

## وصلات خارجية
- الموقع الرسمي على شو تايم
- ديكستر: الخطيئة الأصلية على IMDb